# Melbourne, Florida
Melbourne är en stad (city) i Brevard County, i delstaten Florida, USA. Enligt United States Census Bureau har staden en folkmängd på 76 095 invånare (2011) och en landarea på 87,7 km².